# Natalija Tobias
Natalija Tobias (ukr. Наталія Тобіас, po mężu Sydorenko, ukr. Сидоренко; ur. 22 listopada 1980 w Sierowie) – ukraińska lekkoatletka, biegaczka średniodystansowa, brązowa medalistka olimpijska z Pekinu w biegu na 1500 m. 
Wielokrotna mistrzyni i rekordzistka Ukrainy.
Kontrola antydopingowa przeprowadzona w trakcie trwania mistrzostw świata w Daegu wykazała obecność testosteronu w organizmie zawodniczki. Niecały rok później ponownie zbadano pobrane próbki, które drugi raz pokazały wynik pozytywny. Zawodniczka została zdyskwalifikowana na dwa lata (do 10 czerwca 2014).

## Sukcesy
| Rok  | Zawody                      | Miejsce    | Wynik | Konkurencja    | Czas    |
| ---- | --------------------------- | ---------- | ----- | -------------- | ------- |
| 1999 | Mistrzostwa Europy juniorów | Ryga       |       | bieg na 1500 m | 4:15,91 |
| 2003 | Uniwersjada                 | Daegu      |       | bieg na 1500 m | 4:11,69 |
| 2004 | Halowe mistrzostwa świata   | Budapeszt  | 5.    | bieg na 1500 m | 4:09,03 |
| 2007 | Halowe mistrzostwa Europy   | Birmingham | 6.    | bieg na 1500 m | 4:09,62 |
| 2008 | Letnie Igrzyska Olimpijskie | Pekin      |       | bieg na 1500 m | 4:01,78 |

### Rekordy życiowe
- Bieg na 800 metrów – 2:02,31 (2006)
- Bieg na 1000 metrów – 2:38,86 (2008)
- Bieg na 1500 metrów – 4:01,78 (2008)
- Bieg na milę – 4:25,87 (2008)
- Bieg na 3000 metrów – 8:51,32 (2003)
- Bieg na 5000 metrów – 15:52,28 (2003)
- Bieg na 3000 metrów z przeszkodami – 9:41,14 (2007) były rekord Ukrainy
- Bieg na milę (hala) – 4:31,38 (2012) rekord Ukrainy
- Bieg na 2000 metrów (hala) – 5:48,87 (2007) rekord Ukrainy
- Bieg na 3000 metrów (hala) – 8:59,94 (2012)
- Bieg na 3000 metrów z przeszkodami (hala) – 9:45,47 (2007) były rekord Ukrainy